# 2014 au Canada
2011 au Canada - 2012 au Canada - 2013 au Canada - 2014 au Canada - 2015 au Canada
2011 au Nouveau-Brunswick - 2012 au Nouveau-Brunswick - 2013 au Nouveau-Brunswick - 2014 au Nouveau-Brunswick - 2015 au Nouveau-Brunswick
2011 en Ontario - 2012 en Ontario - 2013 en Ontario - 2014 en Ontario - 2015 en Ontario
2011 au Québec - 2012 au Québec - 2013 au Québec - 2014 au Québec - 2015 au Québec
2011 par pays en Amérique - 2012 par pays en Amérique - 2013 par pays en Amérique - 2014 par pays en Amérique - 2015 par pays en Amérique
Pour un article plus général, voir Chronologie du Canada.
Cet article traite des événements qui se sont produits durant l'année 2014 au Canada.

## Gouvernements
Exécutif:
- Monarque - Élisabeth II
- Gouverneur général - David Johnston
- Commissaire du Nunavut - Edna Elias
- Commissaire des Territoires du Nord-Ouest - George Tuccaro
- Commissaire du Yukon - Doug Phillips
- Lieutenant-gouverneur de l'Alberta - Donald Ethell (en)
- Lieutenant-gouverneur de la Colombie-Britannique - Judith Guichon
- Lieutenant-gouverneur de l'Ontario - David Onley puis Elizabeth Dowdeswell
- Lieutenant-gouverneur de l'Île-du-Prince-Édouard - Frank Lewis
- Lieutenant-gouverneur du Manitoba - Philip Lee
- Lieutenant-gouverneur du Nouveau-Brunswick - Graydon Nicholas
- Lieutenant-gouverneur de la Nouvelle-Écosse - John James Grant
- Lieutenant-gouverneur du Québec - Pierre Duchesne
- Lieutenant-gouverneur de la Saskatchewan - Vaughn Solomon Schofield
- Lieutenant-gouverneur de Terre-Neuve-et-Labrador - Frank Fagan

Législatif:
- Premier ministre du Canada - Stephen Harper
- Premier ministre de l'Alberta - Alison Redford puis Dave Hancock puis Jim Prentice
- Premier ministre de la Colombie-Britannique - Christy Clark
- Premier ministre du Manitoba - Greg Selinger
- Premier ministre du Nouveau-Brunswick - David Alward puis Brian Gallant
- Premier ministre de Terre-Neuve-et-Labrador - Kathy Dunderdale puis Tom Marshall puis Paul Davis
- Premier ministre de la Nouvelle-Écosse - Stephen McNeil
- Premier ministre de l'Ontario - Kathleen Wynne
- Premier ministre de l'Île-du-Prince-Édouard - Robert Ghiz
- Premier ministre du Québec - Pauline Marois puis Philippe Couillard
- Premier ministre de la Saskatchewan - Brad Wall
- Premier ministre des Territoires du Nord-Ouest - Bob McLeod
- Premier ministre du Nunavut - Peter Taptuna
- Premier ministre du Yukon - Darrell Pasloski

## Évènements

### Janvier 2014
- Vendredi 17 janvier : le député conservateur fédéral de Fort McMurray—Athabasca Brian Jean quitte ses fonctions[1].

- Mercredi 22 janvier : la Première ministre progressiste-conservatrice de Terre-Neuve-et-Labrador Kathy Dunderdale annonce sa démission, qui entrera en vigueur le 24 janvier[2].

- Vendredi 24 janvier : le député provincial de Humber-Est (en) Tom Marshall devient le nouveau premier ministre de Terre-Neuve-et-Labrador.

- Mercredi 29 janvier : le chanteur Justin Bieber est arrêté par la police de Toronto pour faire face à des accusations d'agression[3].

### Février 2014
- 6 au 23 février : le Canada participe aux Jeux olympiques d'hiver à Sotchi, en Russie.

- Jeudi 13 février : dans les deux élections partielles ontarienne, le néo-démocrate Wayne Gates remporte Niagara Falls à la suite de la démission de Kim Craitor (en) et le progressiste-conservateur Gila Martow (en) remporte Thornhill à la suite de la démission de Peter Shurman (en).

- Vendredi 28 février,  Alberta : un suspect de 29 ans, Jayme Pasieka, armé d'un couteau est arrêté et accusé d'avoir tué deux personnes et six blessés dans un entrepôt d'épicerie Loblaw à Edmonton[4].

### Mars 2014
- Dimanche 2 mars : la Classique héritage de la LNH se déroule à Vancouver en Colombie-Britannique.

- Mercredi 12 mars : la députée néo-démocrate de Trinity—Spadina et veuve de Jack Layton, Olivia Chow annonce qu'elle quitte ses fonctions pour se présenter à la mairie de Toronto aux élections municipales du mois d'octobre[5].
- 14 au 16 mars : Championnats du monde de patinage de vitesse sur piste courte à Montréal
- Mardi 18 mars: le ministre des Finances du Canada Jim Flaherty annonce sa démission. Il reste cependant député de sa circonscription de Whitby—Oshawa [6]. Le député d'Eglinton—Lawrence Joe Oliver lui succède officiellement le lendemain [7].
- Mercredi 19 mars: c'est au tour de la Première ministre albertaine Alison Redford de présenter sa démission, qui prend effet quatre jours plus tard, soit le 23 mars 2014 [8].
- Dimanche 23 mars : le vice-premier ministre et député d'Edmonton-Whitemud Dave Hancock devient premier ministre de l'Alberta sous l'intérimaire, à la suite de la démission d'Alison Redford

### Avril 2014
- Mardi 1er avril : le député libéral de Scarborough—Agincourt, Jim Karygiannis, présente sa démission pour se porter candidat comme conseiller municipal à Toronto aux élections municipales ontariennes d'octobre 2014 [9].

- Mardi 15 avril : cinq étudiants sont assassinés lors d'une fête organisée par des étudiants de l'Université de Calgary; la personne accusée du crime est le fils d'un policier de Calgary [10].

- Mercredi 23 avril : un tremblement de terre de magnitude 6,6 frappe 94 km au sud du Port Hardy en Colombie-Britannique aux alentours de 20 h 10 HP. L'activité sismique a été ressentie jusqu'à Kamloops[11],[12].

- Mercredi 30 avril : une fusillade se produit dans une scierie tuant deux personnes et deux blessés à Nanaimo, en Colombie-Britannique. Un ancien employé est finalement arrêté par la police[13].

### Juin 2014
- Mercredi 4 juin : une chasse à l'homme à Moncton, au Nouveau-Brunswick, fait trois victimes et deux blessés parmi les policiers de la GRC, mais le tireur de 24 ans, Justin Bourque, sera finalement arrêté le lendemain.

- Jeudi 12 juin :
  - 41e élection générale ontarienne.
  - Coupe des nations de saut d'obstacles à Calgary (jusqu'au 15 juin).

- Lundi 30 juin : quatre élections partielles sont prévues au Canada, deux en Ontario et deux en Alberta [14].

### Juillet 2014
- 23 au 27 juillet : les 6e Jeux de la francophonie canadienne de la FJCF se déroulent à Gatineau (Québec) et attirent plus de 1000 jeunes de tout le Canada.

### Août 2014
- 5 au 25 août : coupe du monde féminine de football des moins de 20 ans accueillie par le Canada, dont l'équipe est qualifiée d'office en sa qualité d'hôte de la compétition.
- 7 et 8 août : Première édition de l'épreuve World RX of Canada du championnat du monde de rallycross FIA au circuit Trois-Rivières à Trois-Rivières.
- 8 au 10 août : Championnats d'Amérique du Nord, d'Amérique centrale et des Caraïbes d'athlétisme espoirs au Hillside Stadium à Kamloops.
- Jeudi 21 août : le premier ministre du Nouveau-Brunswick David Alward annonce des élections générales pour le 22 septembre.
- Mardi 26 août :
  - Le restaurant rapide Burger King s'engage à acquérir le restaurant rapide du café canadien Tim Hortons pour 11,4 milliards de dollars et transférer son siège au Canada[15].
  - Finale du championnats du monde de triathlon à Edmonton jusqu'au 1er septembre.
- 28 au 31 août : Intel Extreme Masters à Toronto

### Septembre 2014
- Lundi 1er septembre, : Une nouvelle chaîne de télévision Unis se concentre sur les communautés francophones canadiennes hors Québec, entre en ondes de Montréal, Québec.
- Vendredi 4 septembre, : Début de l'intervention militaire canadienne en Irak, l'Opération Impact.
- Lundi 22 septembre, Nouveau-Brunswick : 58e élection générale néo-brunswickoise.

### Octobre 2014
- Mercredi 22 octobre : un soldat des Forces canadiennes a été tué devant le Monument commémoratif de guerre du Canada à Ottawa, puis il est entré au parlement d'Ottawa où il a été tué par les forces de sécurité. Le centre-ville d'Ottawa a été mis sous verrouillage pendant un second tireur potentiel est recherché[16].
- Lundi 27 octobre, Ontario : Élections municipales ontariennes de 2014.

### Novembre 2014
- Mardi 4 novembre :
  - Premières frappes aériennes canadiennes contre Daesh en Irak[17].
  - Coupe des quatre nations au Interior Savings Centre à Kamloops (jusqu'au 8 novembre).

- Dimanche 23 novembre, Ontario : cérémonie d'ouverture de la 102e Coupe Grey à Ottawa.

- Dimanche 30 novembre : Michaëlle Jean devient présidente de la francophonie.

### Décembre 2014
- 4 au 20 décembre : Défi mondial junior A au West Central Events Centre à Kindersley
- 26 décembre (jusqu'au 5 janvier 2015) : Championnat du monde junior de hockey sur glace 2015 à Montréal et Toronto.

### À Surveiller
- Coupe du monde de marathon FINA de nage en eau libre aux lacs Saint-Jean, Magog et Mégantic

## Décès en 2014

### Janvier
- Lundi 6 janvier :
  - Larry D. Mann, 81 ans, acteur. (° 18 décembre 1922)
  - Don Ward, 78 ans, joueur de hockey sur glace. (° 19 octobre 1935)
- Dimanche 12 janvier : William Howard Feindel, 95 ans, chercheur, médecin, neurologue et neurochirurgien. (° 12 juillet 1918)
- Mardi 14 janvier :
  - Bernie Morelli, 70 ans, politicien (Conseiller municipal (en) de Hamilton en Ontario (1991-2014)). (° 6 août 1943)
  - Eric Paterson, 84 ans, joueur de hockey sur glace et champion aux Jeux olympiques d'hiver de 1952. (° 11 septembre 1929)
- Jeudi 16 janvier : Dave Madden, 82 ans, acteur. (° 17 décembre 1931)
- Vendredi 17 janvier : Sunanda Pushkar, 52 ans, femme d'affaires d'origine indienne. (° 27 juin 1962)
- Dimanche 19 janvier : Udo Kasemets, 94 ans, compositeur d'origine estonienne. (° 16 novembre 1919)
- Lundi 20 janvier : George Scott (en), 84 ans, catcheur d'origine britannique. (° 16 novembre 1929)
- Mercredi 23 janvier : Wando (en), 14 ans, cheval de course. (° 1999 ou 2000)
- Vendredi 25 janvier : John Robertson (en), 79 ans, journaliste. (° 12 mars 1934)
- Lundi 28 janvier : John Bothwell (en), 87 ans, auteur et évêque anglicanisme. (° 26 juin 1926)
- Mardi 29 janvier :
  - Zoe MacKinnon (en), 55 ans, joueur du domaine olympique de hockey. (° 5 octobre 1959)
  - Jack Stoddard (en), 87 ans, joueur de hockey sur glace. (° 26 septembre 1926)
- Jeudi 30 janvier :
  - Campbell Lane (en), 78 ans, acteur. (° 1935)
  - Cornelius Pasichny, 86 ans, hiérarque de l'église Catholique-Ukrainienne, évêque de Saskatoon (1996–1998) et de Toronto (1998–2003). (° 27 mars 1927)

### Février
- Mardi 4 février : Keith Allen, 90 ans, joueur de hockey sur glace et exécutif. (° 21 août 1923)
- Vendredi 7 février : Doug Mohns, 80 ans, joueur de hockey sur glace. (° 13 décembre 1933)
- Lundi 10 février : Doug Jarrett (en), 69 ans, joueur de hockey sur glace. (° 22 avril 1944)
- Mardi 11 février : Peter Desbarats, 80 ans, auteur, dramaturge et journaliste. (° 2 juillet 1933)
- Vendredi 14 février : Chris Pearson, 82 ans, premier premier ministre du Yukon (1978-1985). (° 29 avril 1931)
- Lundi 17 février :
  - Joe Bell (en), 90 ans, joueur de hockey sur glace. (° 27 novembre 1923)
  - Ian Kagedan (en), 58 ans, fonctionnaire. (° 1955)
- Lundi 24 février : Neil Harrison (en), 64 ans, joueur de curling. (° 23 janvier 1949)
- Mercredi 26 février : Sorel Etrog, artiste, écrivain et philosophe d'origine roumaine. (° 29 août 1949)

### Avril
- Jeudi 10 avril : Jim Flaherty, 64 ans, politicien, député de Whitby—Oshawa à la Chambre des communes (2006-2014) et ancien ministre des finances sous le gouvernement de Stephen Harper (2006-2014) (° 30 décembre 1949)